# Cytochrome b5

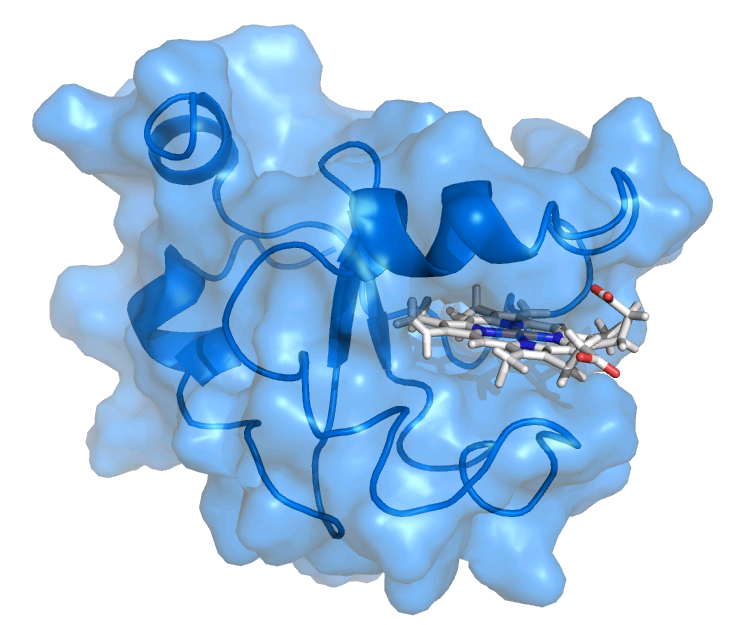
Structure par RMN en solution d'un ferrocytochrome b_{5} de souris lié à l'hème.

Les cytochromes b5 sont des hémoprotéines transporteuses d'électrons ubiquitaires présentes chez les animaux, les plantes, les mycètes et les bactéries pourpres phototrophes. Les variantes microsomiales et mitochondriales sont liées à la membrane de ces organites tandis que celles des bactéries, des érythrocytes et des autres tissus animaux sont solubles dans l'eau. Il existe un certain nombre de protéines semblables aux cytochromes b5, notamment les domaines d'hémoprotéines liées par covalence à d'autres domaines rédox de la L-lactate déshydrogénase à cytochrome (ou cytochrome b2, EC 1.1.2.3), de la sulfite oxydase (EC 1.8.3.1), des nitrate réductases de plantes et de mycètes (EC 1.7.1.1, EC 1.7.1.2, EC 1.7.1.3), et de protéines de fusion cytochrome b5/acide gras désaturase
La structure tridimensionnelle d'un grand nombre de cytochromes b5 et flavocytochrome b2 de levure a été déterminée. L'hème vient se loger dans une poche hydrophobe refermée par deux hélices α connectées par un coude.
Exemple de réactions impliquant un cytochrome b5 :
cytochrome b5 réductase (EC 1.6.2.2)
NADH + H+ + 2 ferricytochrome b5 → NAD+ + 2 ferrocytochrome b5.
L-ascorbate-cytochrome b5 réductase (EC 1.10.2.1)
L-ascorbate + ferricytochrome b5 → monodéshydroascorbate + ferrocytochrome b5.
CMP-N-acétylneuraminate monooxygénase (EC 1.14.18.2)
CMP-N-acétylneuraminate + 2 ferrocytochrome b5 + O2 + 2 H+ → CMP-N-glycolylneuraminate + 2 ferricytochrome b5 + H2O.
stéaryl-CoA 9-désaturase (EC 1.14.19.1)
stéaryl-CoA + 2 ferrocytochrome b5 + O2 + 2 H+ → oléyl-CoA + 2 ferricytochrome b5 + H2O.
linoléyl-CoA désaturase (EC 1.14.19.3)
linoléyl-CoA + 2 ferrocytochrome b5 + O2 + 2 H+ → γ-linolényl-CoA + 2 ferricytochrome b5 + H2O.